# Sagaranten (Ciwaru)
Sagaranten is een bestuurslaag in het regentschap Kuningan van de provincie West-Java, Indonesië. Sagaranten telt 1138 inwoners (volkstelling 2010).